# マノア・ラトゥ
マノア・ラトゥ（Manoa Latu、1998年2月22日 - ）は、ジャパンラグビーリーグワン埼玉パナソニックワイルドナイツに所属するラグビー選手。

## プロフィール
- トンガ出身[1]。
- ポジションはウィング(WTB)、センター(CTB)。
- 身長 181 cm、体重 95 kg
- トンガサムライXVスコッドに選ばれたことがある[2]。
- U18トンガ代表に選ばれたことがある[3]。

## 略歴
2018年、花園大学に入る。
2022年、花園大学卒業後、埼玉パナソニックワイルドナイツに加入。